# I gatti di Ulthar
I gatti di Ulthar (The Cats of Ulthar) è un racconto fantastico dell'orrore dello scrittore statunitense Howard Phillips Lovecraft datato 1920. La storia narra di come una legge che vieta l'uccisione dei gatti sia stata proclamata nella città di Ulthar, abitata fino ad allora da una vecchia coppia che si divertiva a catturare per poi uccidere i gatti randagi.
I felini di Ulthar sono citati anche nel romanzo La ricerca onirica dello sconosciuto Kadath.

## Trama
Un narratore senza nome, mentre sta fissando il proprio gatto domestico, comincia a ricordare di una legge di Ulthar che vieta l'uccisione dei gatti. Racconta così la storia di come questa legge sia stata per la prima volta promulgata. Un vecchio agricoltore della città e sua moglie si divertivano a catturare e ammazzare tutti i gatti che si avventuravano nella loro proprietà.
Gli abitanti, troppo impauriti dalla coppia per ribellarsi, cercavano di concentrare tutti i propri sforzi nel tentativo di tenere i propri felini il più lontano possibile dalla casa dei due. Una notte però, una carovana di zingari provenienti da una terra lontana passò attraverso il paese; essi portavan con sé un bambino di nome Menes, il quale, perduta l'intera famiglia in una pestilenza, aveva per compagnia soltanto un gattino nero.
Dopo tre giorni, in cui non era stato in grado di ritrovare il proprio gattino, il bambino venne ad ascoltare le storie riguardanti il vecchio agricoltore e la moglie, e decise così di agire. Menes trascorse del tempo in meditazione, fino a quando, con la sola forza della preghiera - formulata in una lingua sconosciuta - riuscì a scatenare una tempesta mistica che colpì le forme e i movimenti delle nuvole in cielo, e a far apparire uno strano idolo.
La carovana si apprestava ad andarsene proprio quella notte, poco prima della richiesta di tutti i cittadini a cui erano scomparsi i gatti di mettere al bando la coppia di criminali; il figlio del locandiere, però, testimoniò che tutti i felini circondarono la proprietà dei due anziani. La mattina seguente, i gatti ritornarono vivi e vegeti ai rispettivi proprietari, oltre che ben pasciuti, mentre l'agricoltore e la moglie erano letteralmente svaniti nel nulla.
Quando i cittadini si risolvettero a esplorare la casa oramai silenziosa, non vi trovarono altro che due scheletri completamente ripuliti dalla carne. Gli amministratori locali, dopo aver esaminato le prove e le storie degli abitanti, decisero di promulgare una legge che vietava l'uccisione di gatti in tutto il territorio comunale.